# Žalec
Ne doit pas être confondu avec Zalec.
Žalec (/ˈʒaːləts/, à l'époque autrichienne Sachsenfeld) est une commune de la région de Basse-Styrie en Slovénie.

## Géographie
La commune est située en Basse-Styrie, à l’ouest de la ville de Celje, entre la capitale Ljubljana et Maribor. La commune est arrosée par la rivière Savinja. L’économie de la ville est principalement orientée dans la culture du houblon ce qui se reflète sur le blason de la commune.

### Villages
La communauté urbaine de Žalec inclut les villages d'Arja vas, Brnica, Dobriša vas, Drešinja vas, Galicija, Gotovlje, Griže, Hramše, Kale, Kasaze, Levec, Liboje, Ložnica pri Žalcu, Mala Pirešica, Migojnice, Novo Celje, Pernovo, Petrovče, Podkraj, Podlog v Savinjski Dolini, Podvin, Pongrac, Ponikva pri Žalcu, Ruše, Spodnje Grušovlje, Spodnje Roje, Studence, Šempeter v Savinjki dolini, Velika Pirešica, Vrbje, Zabukovica, Zalog pri Šempetru, Zaloška Gorica, Zavrh pri Galiciji, Zgornje Grušovlje, Zgornje Roje et Železno.

## Fontaine à bière
En 2016, grâce à un legs fait à la commune, Janko Kos, maire de la ville, décide l'installation d'une fontaine à bière dans le parc municipal, afin de contribuer au développement touristique et dans le contexte local de la culture du houblon. Celle-ci est inaugurée en septembre 2016. Des chopes équipées de puces RFID sont en vente, et les fontaines sont entièrement automatiques. Lorsqu'on place son verre sous la fontaine, la puce est lue, le bec descend et délivre 10 cl de bière. Plusieurs tireuses avec des bières de couleurs différentes sont disposées autour de la fontaine et un même verre peut-être utilisé plusieurs fois avant que la puce ne soit désactivée.

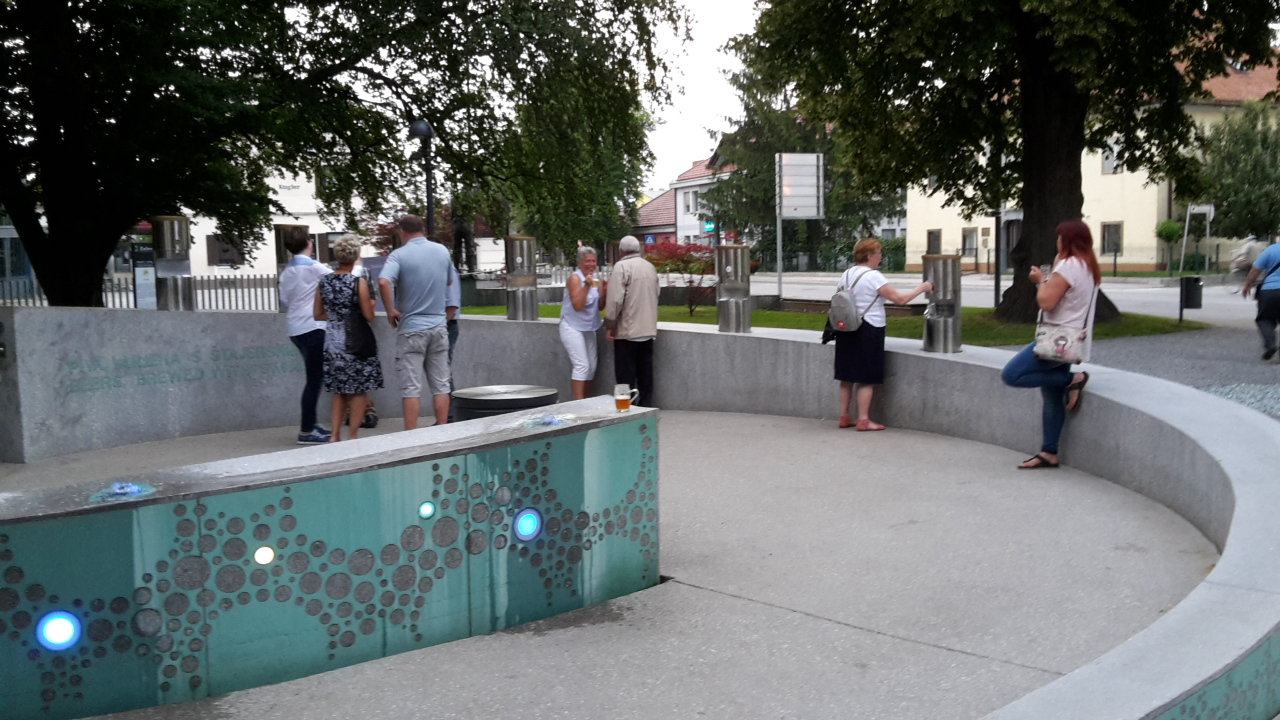
Fontaine à bière dans le parc municipal de Žalec (Slovénie).
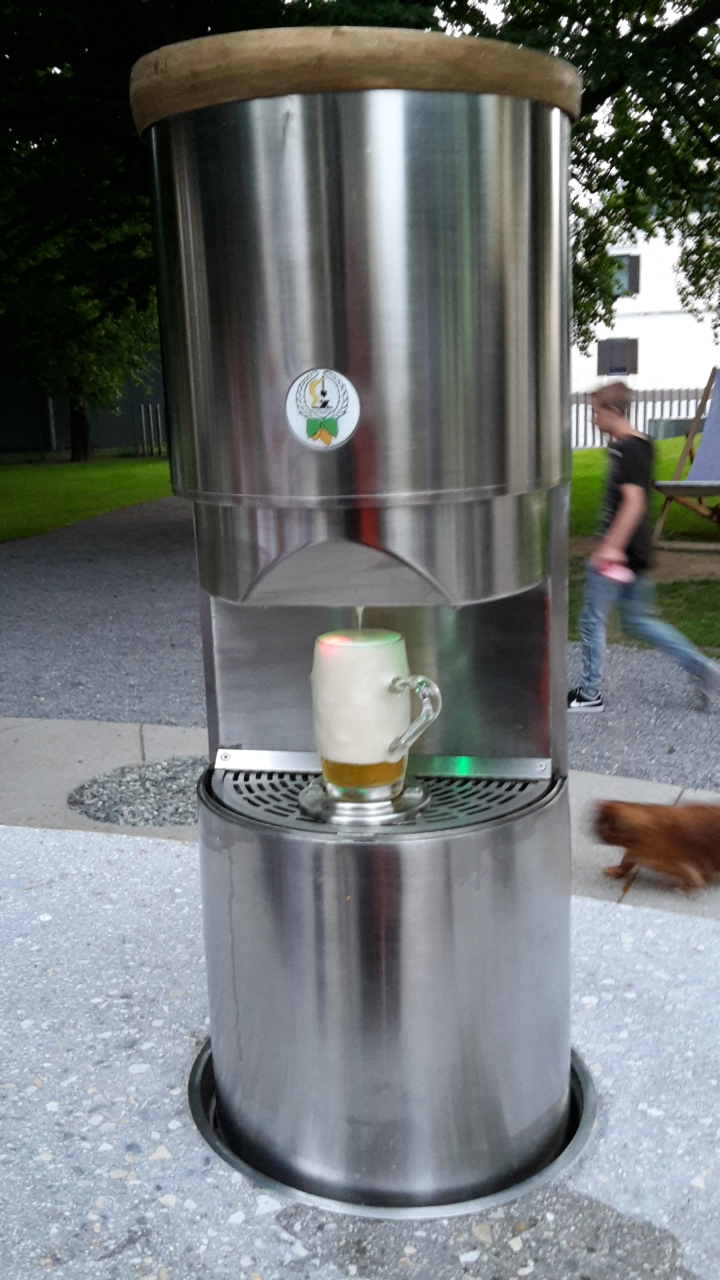
Bière blonde.
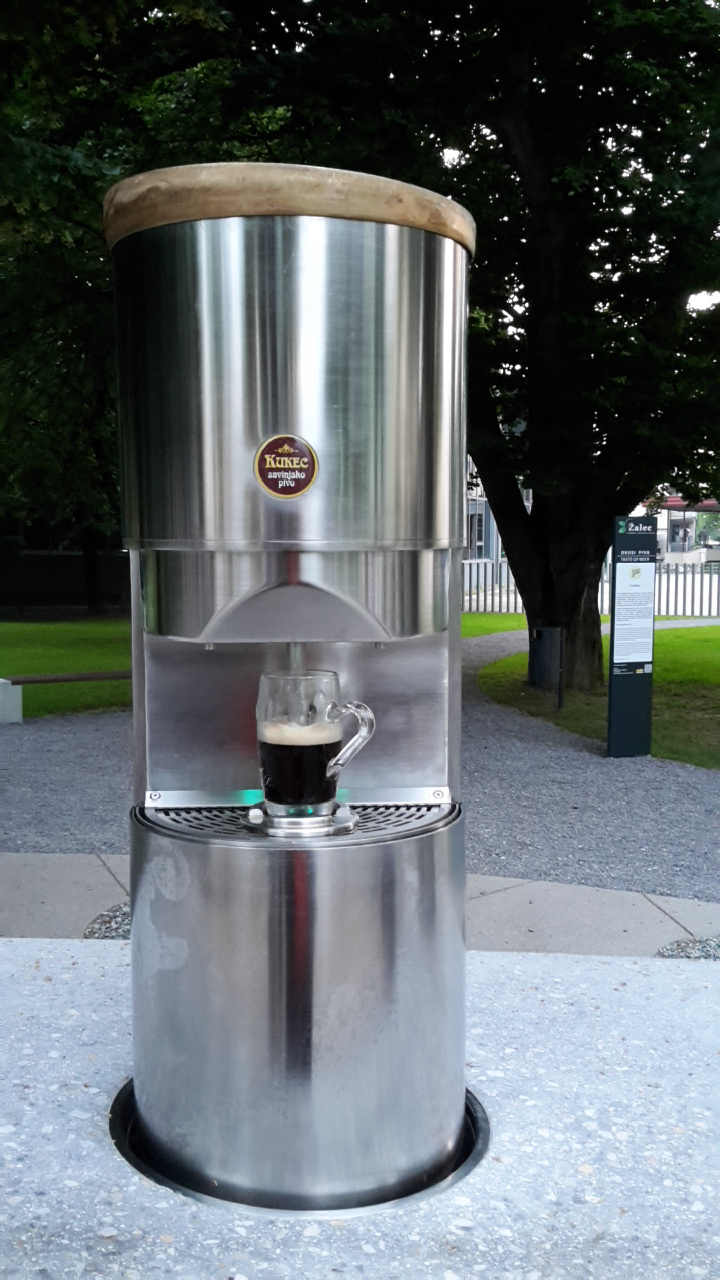
Bière brune.
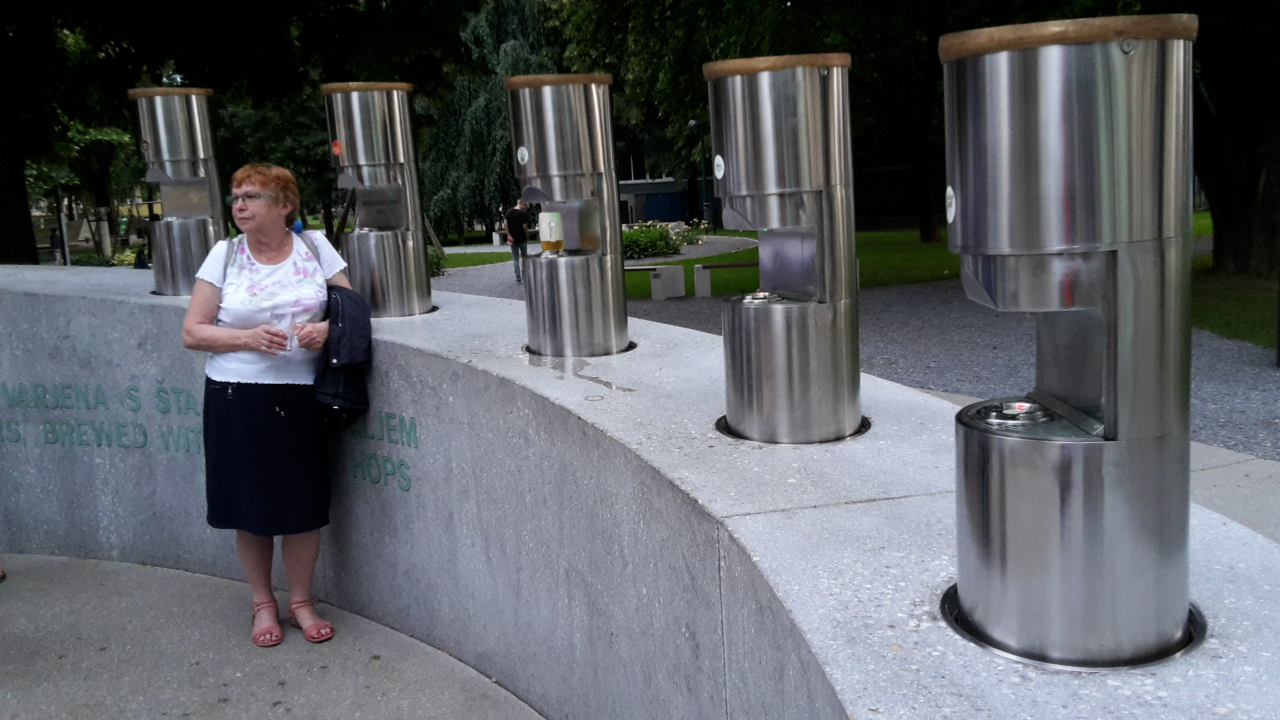
Touriste en dégustation.

## Démographie
Entre 1999 et 2021, la population de la commune a légèrement augmenté pour atteindre près de 22 000 habitants,.
Évolution démographique,
| 1999   | 2000   | 2001   | 2002   | 2003   | 2004   | 2005   | 2006   | 2007   |
| ------ | ------ | ------ | ------ | ------ | ------ | ------ | ------ | ------ |
| 20 506 | 20 682 | 20 755 | 20 830 | 20 852 | 20 881 | 21 019 | 21 076 | 21 164 |
| 2008   | 2009   | 2010   | 2011   | 2012   | 2013   | 2014   | 2015   | 2016   |
| 21 183 | 21 307 | 21 503 | 21 503 | 21 521 | 21 399 | 21 237 | 21 329 | 21 269 |
| 2017   | 2018   | 2019   | 2020   | 2021   |        |        |        |        |
| 21 263 | 21 317 | 21 425 | 21 557 | 21 528 |        |        |        |        |